# Pasmo Wolińskie
Pasmo Wolińskie – mikroregion obszaru Uznam i Wolin, będący wysokim, zalesionym wałem morenowym, który kończy się nad morzem falezą. Znajduje się w środkowej części wyspy Wolin, wyraźnie oddzielając zachodni Półwysep Przytorski od reszty wyspy.
Na południowym krańcu, Pasmo Wolińskie jest oddzielone od Pagórków Lubińsko-Wapnickich obniżeniem równoleżnikowym (obszar przysiółka Trzciągowo). Od strony wschodniej do pasma przylega Równina Dargobądzka.
Rozciąga się łukowato od brzegu jeziora Wicko Małe do wybrzeża Zatoki Pomorskiej, na północnym wschodzie w okolicy Świętouścia. Kulminacja pomiędzy położonymi na jego zachodnich stokach Międzyzdrojami a leżącą kilka km w głębi wyspy – Wisełką.

## Wzniesienia
Najwyższym wzniesieniem jest Grzywacz (116 m n.p.m.), nieco ustępują mu wysokością Góra Marii (108 m n.p.m.) i nadmorska Gosań (93 m n.p.m.), Góra Świętej Anny, Wysoczyzna. Inne nazwane wzniesienia: Biała Góra, Kawcza, Kikut, Leśnogóra, Piastowskie Wzgórze, Strażnica, Suchogórz, Święta Kępa.
W pasie nadmorskim, nad Zatoką Pomorską, tworzy najwyższe w Polsce wybrzeże klifowe.

## Galeria

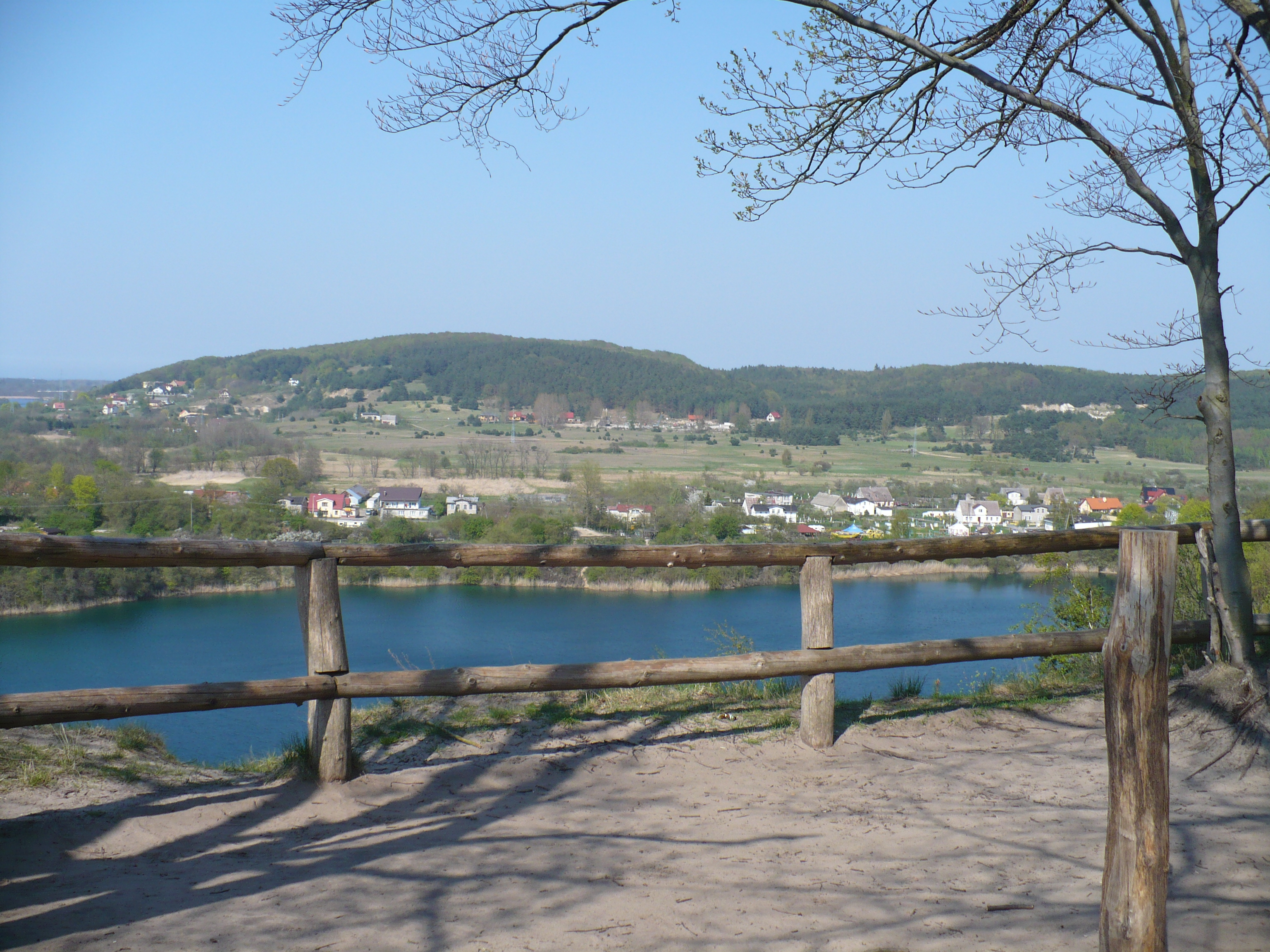
Południowy kraniec Pasma Wolińskiego w Wapnicy
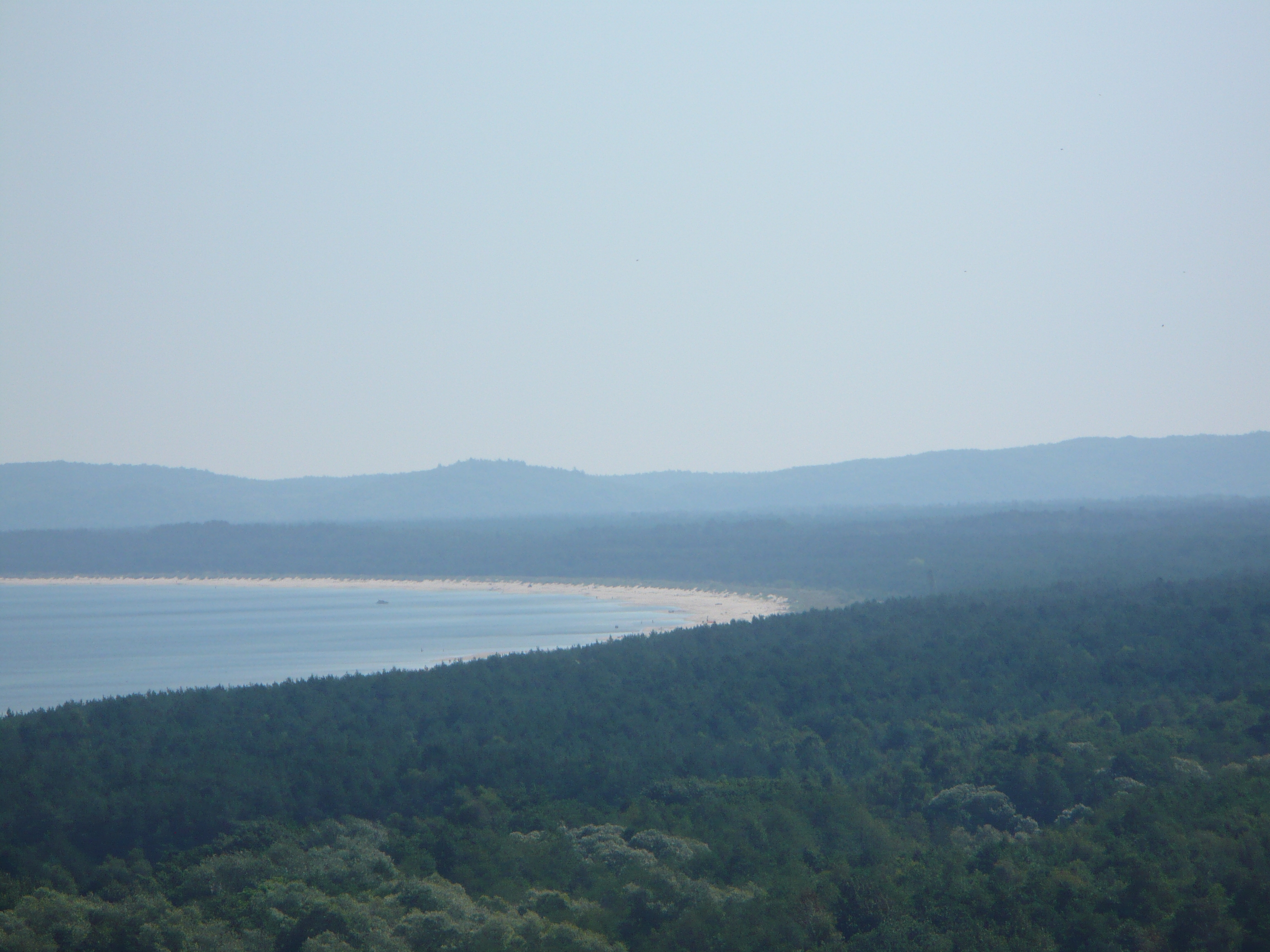
Widok z latarni morskiej w Świnoujściu